# Aéroport international de Tripoli
L'aéroport de Tripoli (code IATA : TIP • code OACI : HLLT) est un aéroport d'intérêt national et international desservant la ville de Tripoli, capitale de la Libye, pays arabe d'Afrique du Nord. L'aéroport se trouve sur la commune de Ben Ghashir, située à 34 km au sud de Tripoli.
C'était une plate-forme de correspondance pour les compagnies aériennes Libyan Airlines, Afriqiyah Airways et Buraq Air jusqu'à sa destruction en 2014. 

## Histoire
Le site est à l'origine une ancienne base aérienne de l'Aeronautica militare crée lors du contrôle de la Libye par l'Italie. À la suite de la guerre du Désert, la Royal Air Force s'y installa de 1943 à 1966. Il servit d'aéroport international à partir des années 1950. Fermé entre mars et octobre 2011 en raison de la résolution 1973 du Conseil de sécurité des Nations unies établissant une zone d'exclusion aérienne en Libye, l'aéroport est capturé par les forces anti-Kadhafi lors de leur progression sur Tripoli le 21 août 2011. L'aéroport est officiellement rouvert le 11 octobre 2011. et en avril 2012 la brigade de Zentan remet officiellement le contrôle de l'aéroport aux nouvelles forces armées libyennes.
Le 14 juillet 2014, l'aéroport est le site d'une bataille féroce entre milices rivales islamistes et nationalistes. Un porte-parole du gouvernement déclare que près de 90 % des avions stationnés à l'aéroport ont été détruits ou rendus inutilisables. L'aéroport a été fermé aux vols en raison des affrontements. Le 23 août 2014, après 10 jours d'affrontements, l'aéroport est finalement tombé aux mains des islamistes,. À la suite de ces événements, le Maroc se place en état d'alerte aérienne. Selon The New York Times, des avions émiratis et égyptiens ont en réponse mené des frappes à plusieurs reprises contre des milices islamistes à Tripoli sans en informer les États-Unis.
Depuis les bombardements de 2014 il n'est plus utilisable pour les vols commerciaux et ceux-ci utilisent celui de Mitiga à l'est de Tripoli, lui-même bombardé en avril 2019.

## Situation
| \| 50 km1:5 038 000 \| Zintan El Beïda Benghazi Ghadamès Ghardabiya Ghat Koufra Misrata Tripoli · Mitiga Sebha Tobrouk Ubari Tripoli |
| 50 km1:5 038 000 |

## Incidents et accidents
- 27 juillet 1989, le vol Korean Air 803 sort de la piste d'atterrissage à Tripoli. Le DC-10 transportait 199 personnes. 79 personnes décèdent dont 4 personnes au sol.

- Le 12 mai 2010, un Airbus A330-200 de la compagnie Afriqiyah Airways (vol 8U771) s'écrase en approche de l'aéroport de Tripoli à 4h00 UTC (6h00 locale) en provenance de l'aéroport OR Tambo de Johannesburg en Afrique du Sud. 93 passagers et 11 membres d'équipage étaient à bord. Un enfant de 9 ans, de nationalité néerlandaise, a seul survécu. L'appareil devait ensuite repartir vers l'aéroport de Londres Gatwick sous le numéro de vol (8U912). Les restes de l'appareil sont situés à quelques centaines de mètres du seuil de piste 09[8],[9]